# Ray Kurzweil
Raymond (Ray) Kurzweil (n. 12 februarie 1948) este un vizionar, inovator și inventator american evreu, pionier în domeniul recunoașterii caracterelor optice, al sintezei text-vorbire, al tehnologiei de recunoaștere a vocii și al keyboardurilor muzicale electronice.
Bill Gates se referă la Kurzweil ca fiind unul dintre cei mai importanți experți în domeniul inteligenței artificiale
Ziarul Wall Street Journal îl consideră un „geniu fără repaos”, iar revista Forbes îl numește „mașina gânditoare absolută”.
Ray Kurzweil este autorul legii întoarcerilor accelerate privind singularitatea tehnologică.

## Principalele preziceri
- În anii 2010, dispozitive speciale vor proiecta imagini direct în ochiul uman, creând efectul de realitate virtuală (ochelari cu efecte 3D). Telefoanele mobile, încorporate în haine, vor trimite un sunet direct în ureche (bluetooth). „Asistentul virtual” îi va ajuta pe oameni în multe activități de zi cu zi. În special, acesta va fi în măsură să producă traduceri instantanee a unei limbi străine. Computere mici conectate la internet, totul va fi strâns integrat cu viața zilnică.
- Potrivit lui Kurzweil, deja în 2014 capacitatea supercomputer-ului va fi egală cu capacitatea creierului uman. Calculatoarele vor înceta să existe ca obiecte separate și vor lua o formă neconvențională, fiind fi incorporate în haine și obiecte banale/casnice. Realitatea virtuală va implica nu numai vederea și auzul, dar și toate simțurile.
- Până în 2020, computerele personale vor ajunge la o puterea de calcul egală creierului uman. În anii 2020, în scopuri medicale va începe utilizarea nanomașinilor medicale. În special, nanoboții vor fi capabili să asigure cu hrană celulele umane, precum și elimina deșeurile. Ele vor produce, de asemenea, o scanare detaliată a creierului uman, care va permite să înțelegem detaliile funcționării sale. Până la sfârșitul acestui deceniu în industrie vor fi utilizat la scară largă nanotehnologiile care vor duce la o reducere semnificativă a prețului de producție al tuturor produselor. Prin 2029 computerul va fi capabil să treacă testul Turing, dovedind prezența minții, în sensul uman al cuvântului. Acest lucru va fi realizat prin intermediul unei simulări pe calculator a creierului uman.
- În anii 2030 nanomașinile vor fi introduse direct în creier, punând în aplicare „primirea” și „emanarea” semnalelor arbitrare din celulele creierului. Acest lucru va duce la realitate virtuală a „imersiunii totale”, care nu va avea nevoie de nici un echipament suplimentar.
- În anii 2040 organismul uman poate lua orice formă, fiind format dintr-un număr mare de nanoroboți. Organele interne sunt înlocuite cu dispozitive cibernetice mult mai performante.
- Kurzweil prezice „debutul” singularității tehnologice în 2045. În acel moment întregul pământ va începe să apară ca un computer gigant, și posibil acest proces să poate răspândi treptat în întregul univers. Natura singularității este că previziunile mai specifice pentru perioada de după 2045 sunt dificil de făcut.[14]

## Vezi și

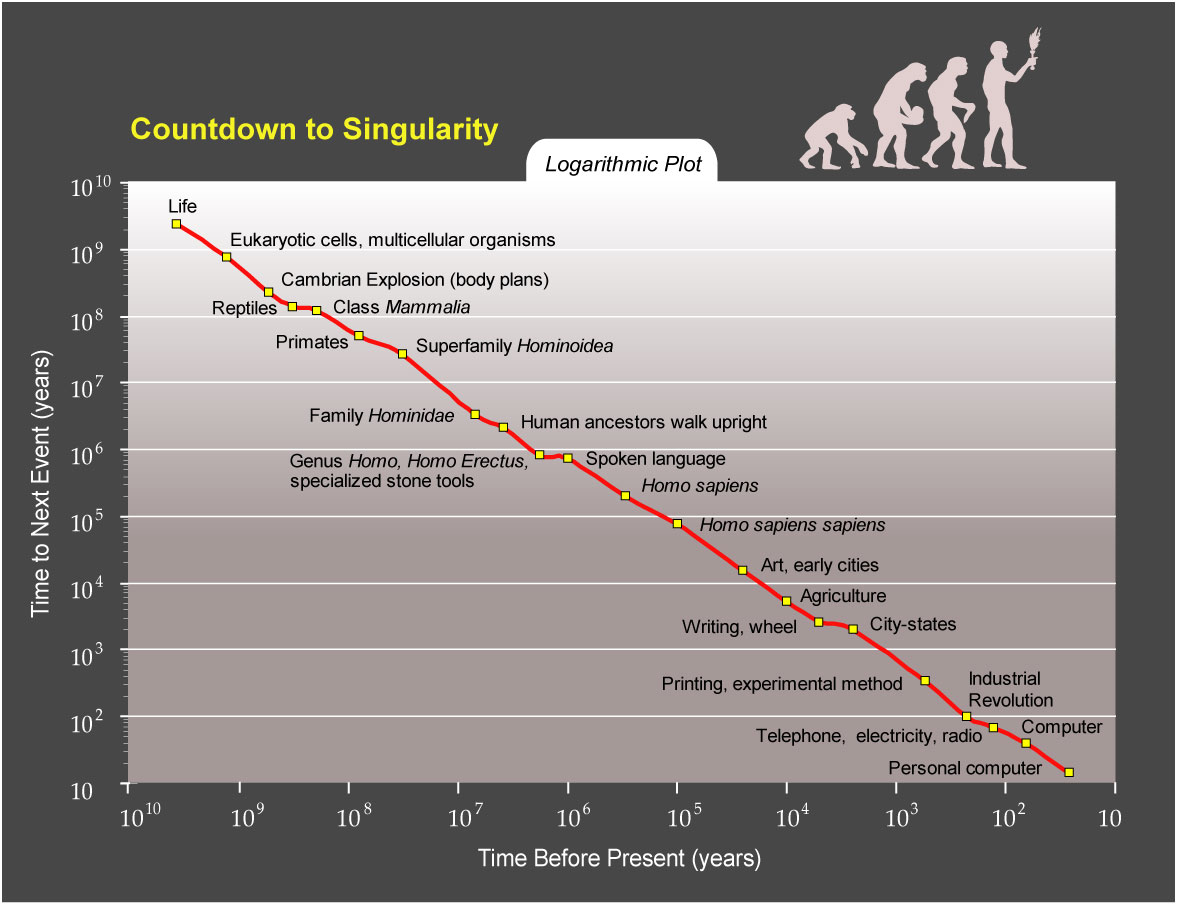
Numărătoare inversă până la singularitatea tehnologică